# Vieille Ville (Varsovie)
Pour les articles homonymes, voir Vieille Ville.
La Vieille Ville (polonais : Stare Miasto) est le plus vieux quartier historique de Varsovie dont il est le centre historique. Il est limité par les rues : Wybrzeże Gdańskie (pl), Grodzka (pl), Mostowa et Podwale.
La place du marché - avec ses restaurants de cuisine traditionnelle polonaise, ses cafés et magasins - en est le cœur. Les rues environnantes sont des témoignages de l'architecture médiévale, tels que les remparts de la ville, la barbacane et la cathédrale Saint-Jean.

## Histoire
La vieille ville est créée au XIIIe siècle. Entourée initialement par un rempart de terrassement, elle est, avant 1339, fortifiée de remparts en briques. La ville a été construite autour du château des ducs de Mazovie, qui deviendra plus tard le palais royal. La place du marché (Rynek Starego Miasta) est aménagée vers la fin du XIIIe siècle ou au début du XIVe siècle, le long de la route principale reliant le château et la ville nouvelle, au nord.

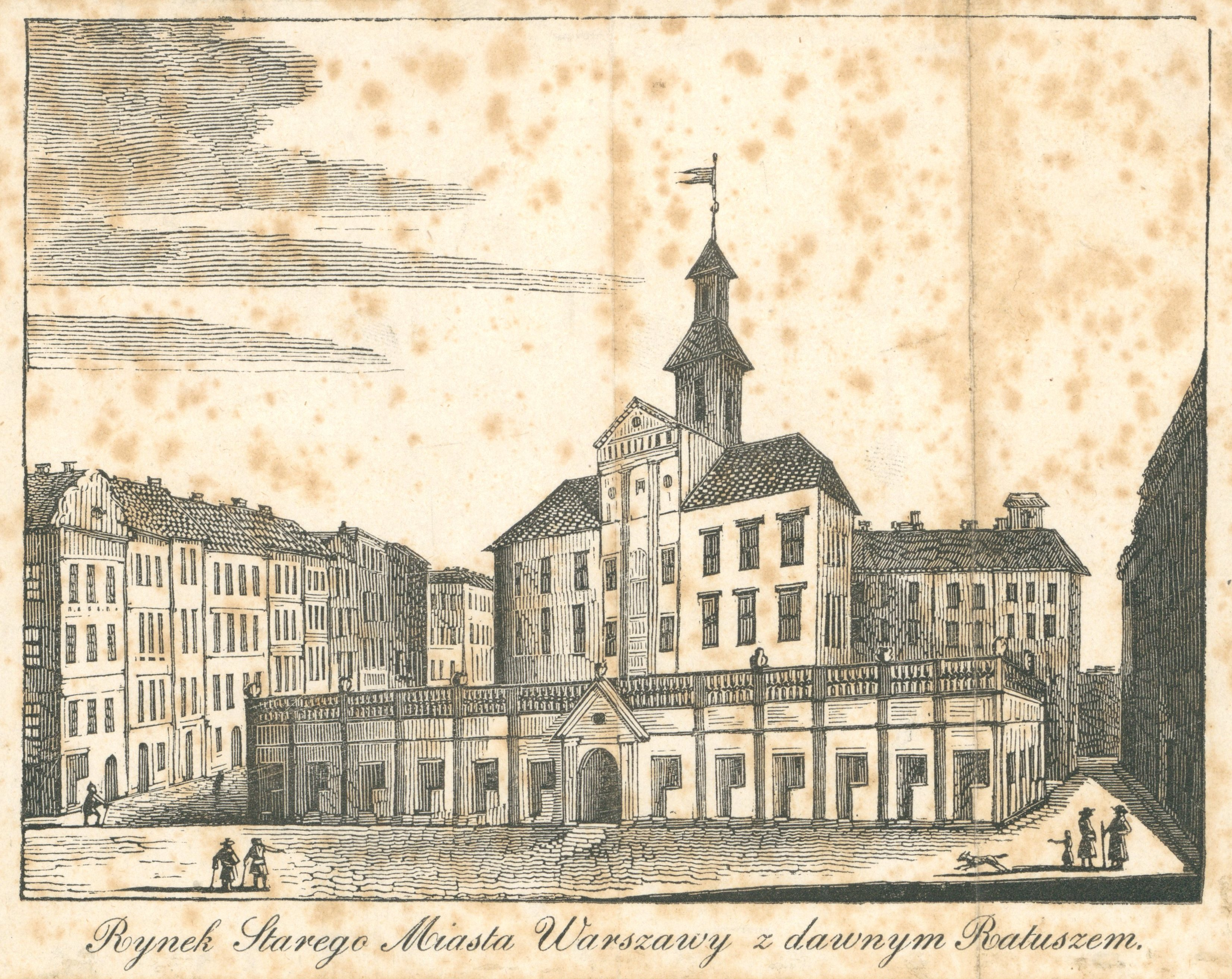
L'ancien hôtel de ville existait entre le XVe siècle et le début du XIXe siècle et était situé au milieu de la place du marché de la vieille ville.

En 1701, la place est reconstruite sur les plans de l'architecte néerlandais, Tylman van Gameren. La mairie construite en 1429 est démolie. Depuis le XIXe siècle, les quatre côtés de la place du marché portent les noms de quatre Polonais remarquables qui vivaient là autrefois: Ignacy Zakrzewski (sud), Hugo Kołłątaj (ouest), Jan Dekert (pl) (nord) et Franciszek Bars (est).
Au début des années 1910, la vieille ville de Varsovie abrite l'éminent écrivain yiddish Alter Kacyzne (en), qui dans son roman de 1929 "קערא און שוואַכע" (Le fort et le faible) décrit la vie dans la vieille ville qui est à cette époque un quartier de bidonvilles, où des familles pauvres - certaines juives, d'autres chrétiennes - vivent dans des immeubles subdivisés qui étaient autrefois des palais d'aristocrates. Des peintres et des artistes y ont leurs ateliers, tandis que certaines rues sont bordées de maisons closes.

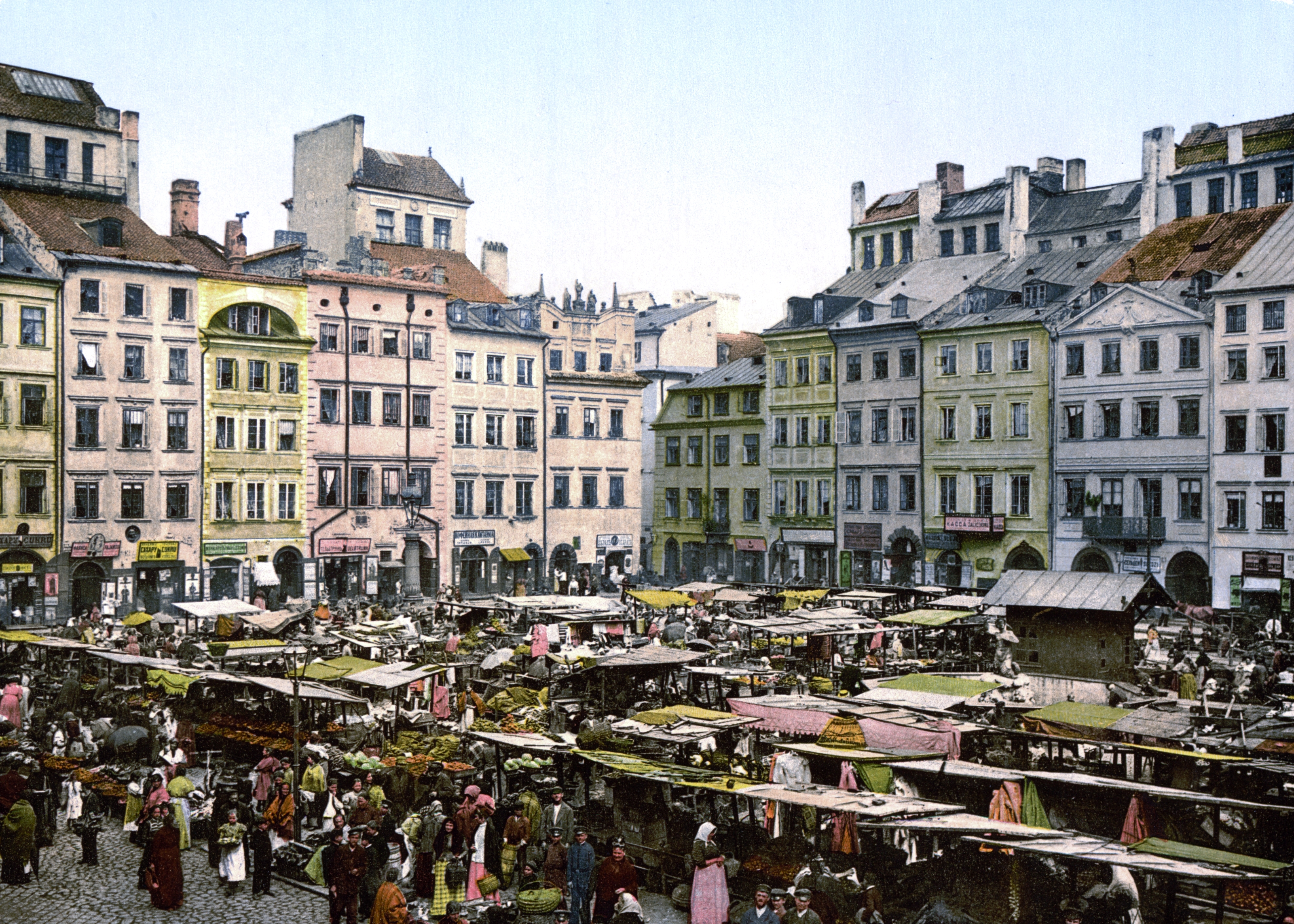
La vie urbaine en plein essor sur une photo colorisée, entre 1890 et 1905

En 1918, le Palais royal de Varsovie redevient le siège des plus hautes autorités de Pologne: le président de la république de Pologne et sa chancellerie. À la fin des années 1930, sous le mandat du maire, Stefan Starzyński, les autorités municipales commencent à rénover la vieille ville. La barbacane et la place du marché sont en partie restaurés. Ces efforts sont interrompus par le déclenchement de la Seconde Guerre mondiale.
En 1939, pendant l'invasion de la Pologne, le quartier est gravement endommagé par la Luftwaffe, qui cible les zones résidentielles et les sites historiques de la ville lors d'une campagne de bombardements. Après le siège de Varsovie, certaines parties de la vieille ville sont reconstruites, mais après l'insurrection de Varsovie (août-octobre 1944), l'armée allemande détruit systématiquement tous les immeubles. Le monument du Petit Insurgé, située dans la Ulica Podwale, au pied des remparts de la vieille ville (pl), commémore les enfants soldats qui ont combattu et qui sont morts pendant l'insurrection de la ville.
Après la guerre, la vieille ville a été méticuleusement reconstruite au prix d'un important effort de mobilisation nationale. Le plus grand nombre possible de briques d'origine sont réutilisées. Les débris sont examinés pour trouver des éléments décoratifs réutilisables, réinsérés à leur emplacement d'origine. Cependant, la reconstruction n'est pas toujours fidèle à la Varsovie d'avant-guerre.

## Lieux et monuments remarquables
- Place du Château, Palais royal  , et Colonne de Sigismond
- Palais au toit de cuivre
- Cathédrale Saint-Jean
- Rynek Starego Miasta (place de la vieille-ville)
  - Statue de la Sirène de Varsovie
- Barbacane
- Église Saint-Martin
- Église Notre-Dame de Grâce
- Ulica Kanonia
- Ulica Piekarska
- Ulica Podwale
- Rue étroite-du-Danube
- Ulica Nowomiejska

## Galerie

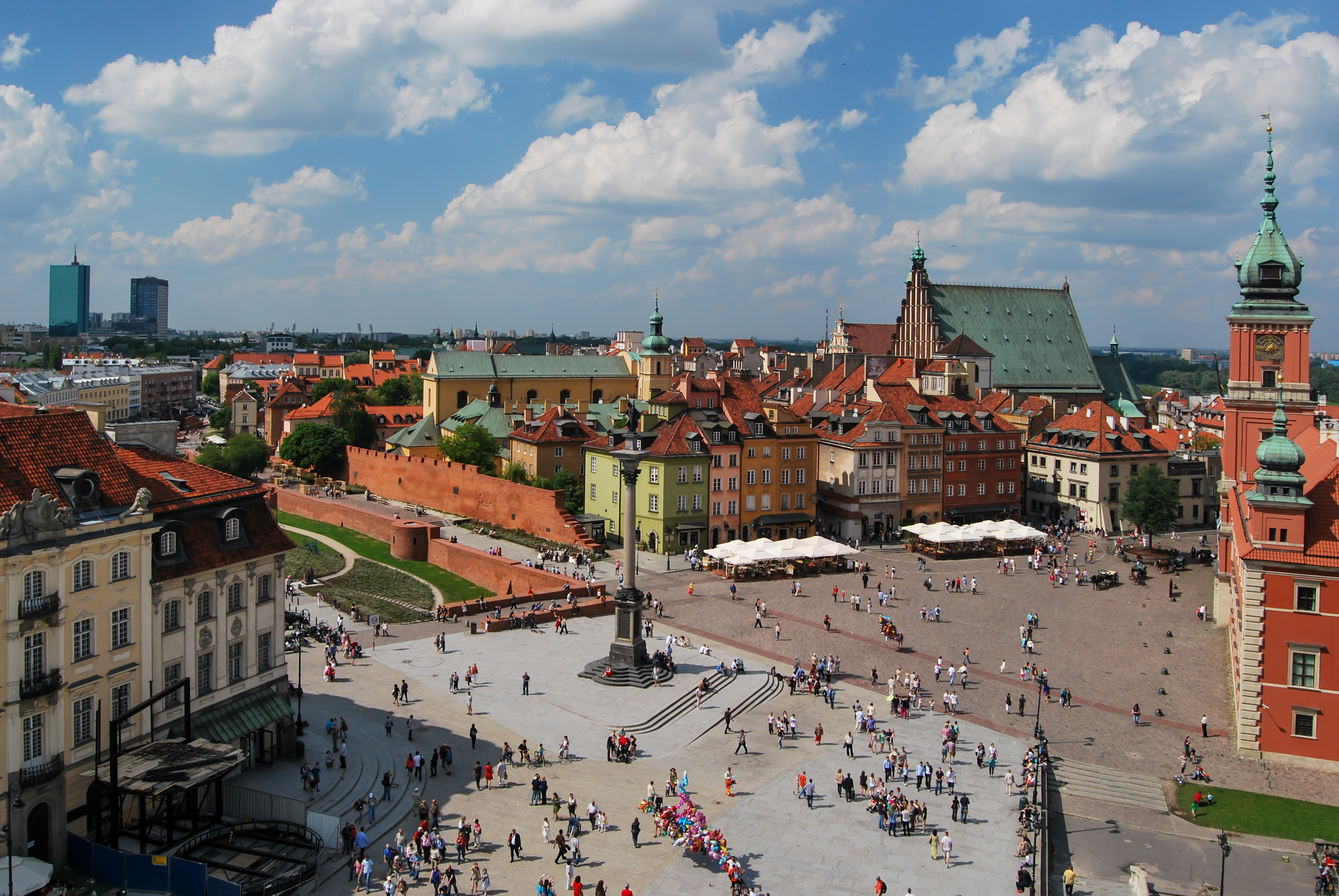
Place du château (plac Zamkowy)
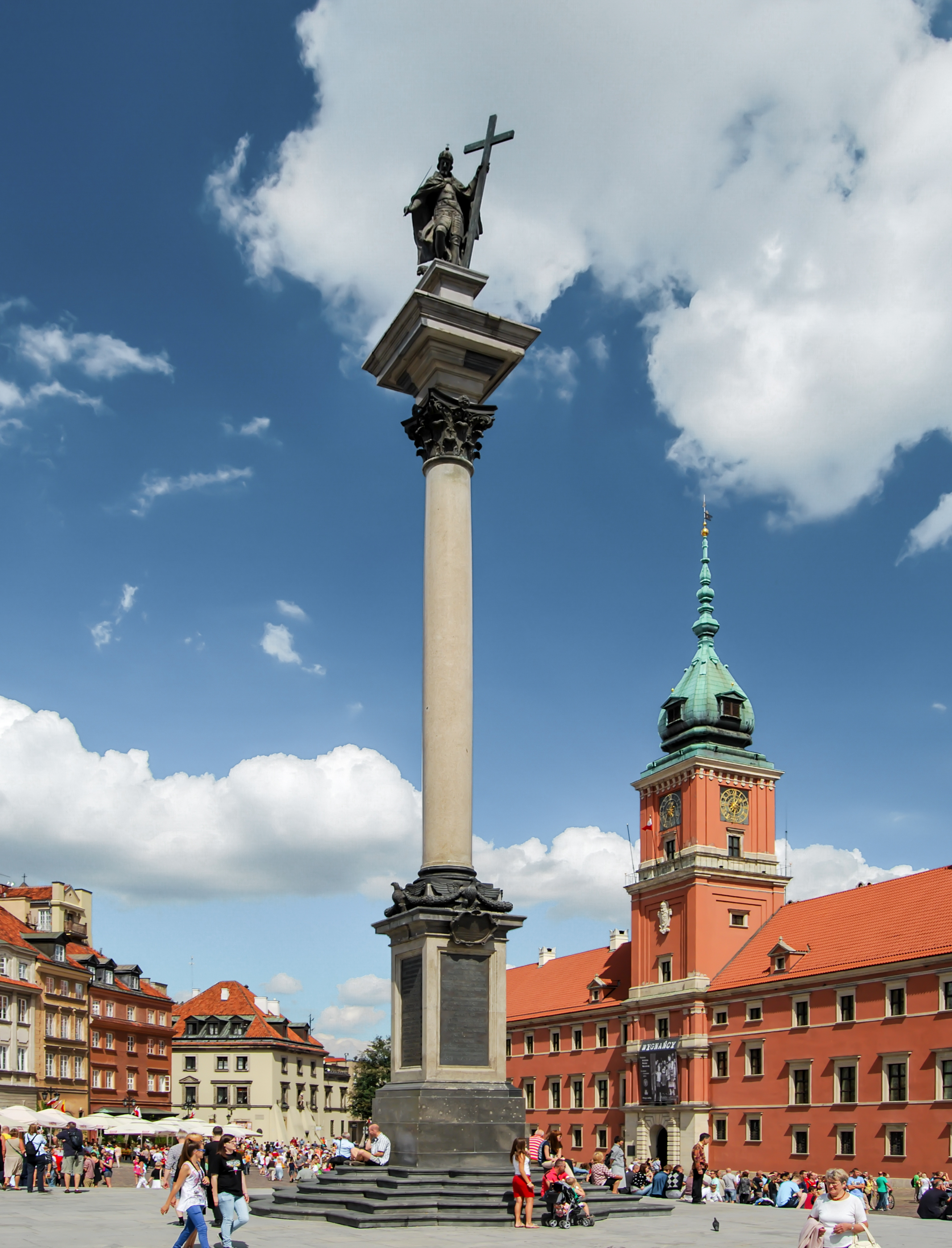
Le palais royal et la colonne Sigismond.
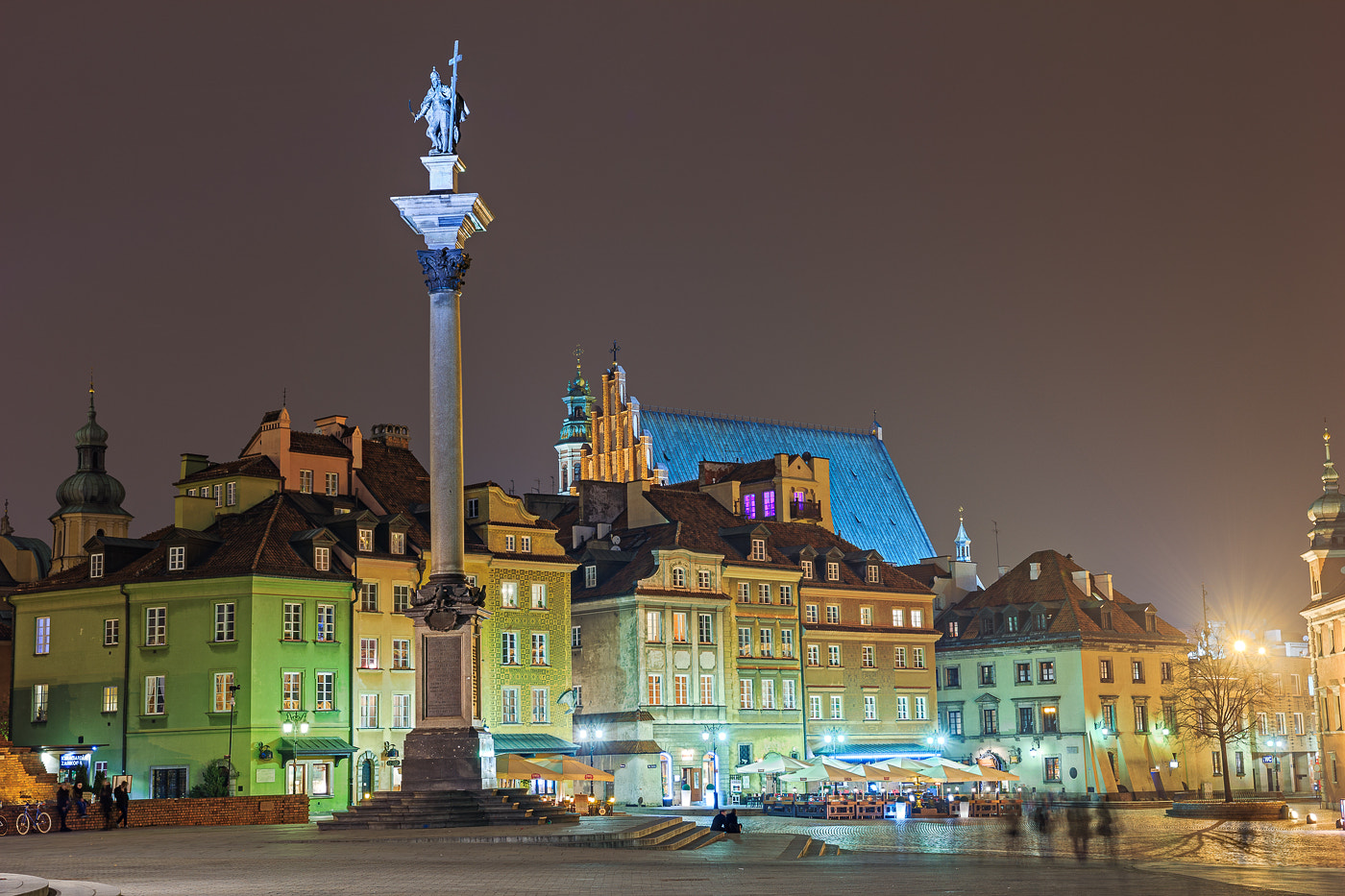
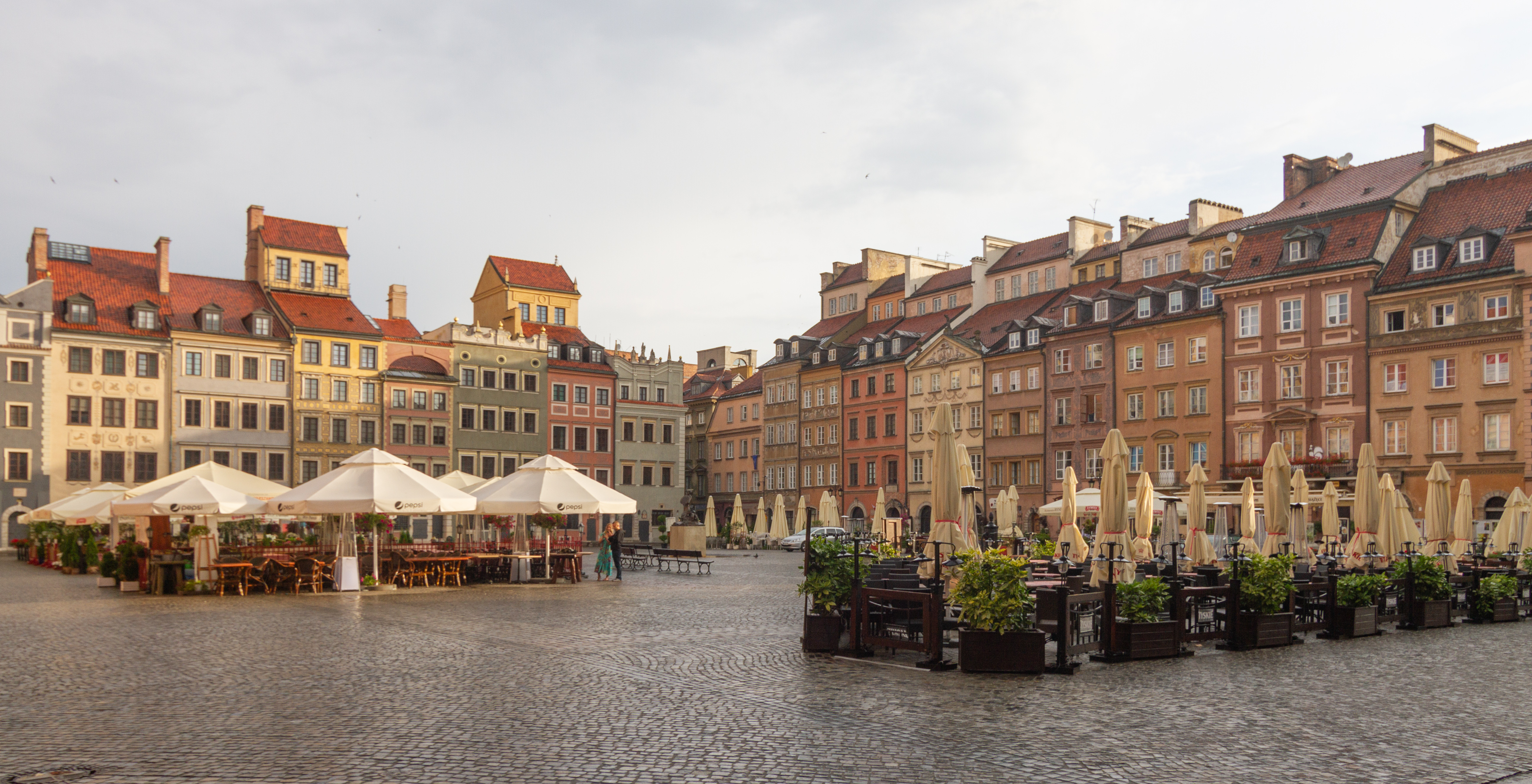
Place du marché de la vieille ville (Rynek Starego Miasta).
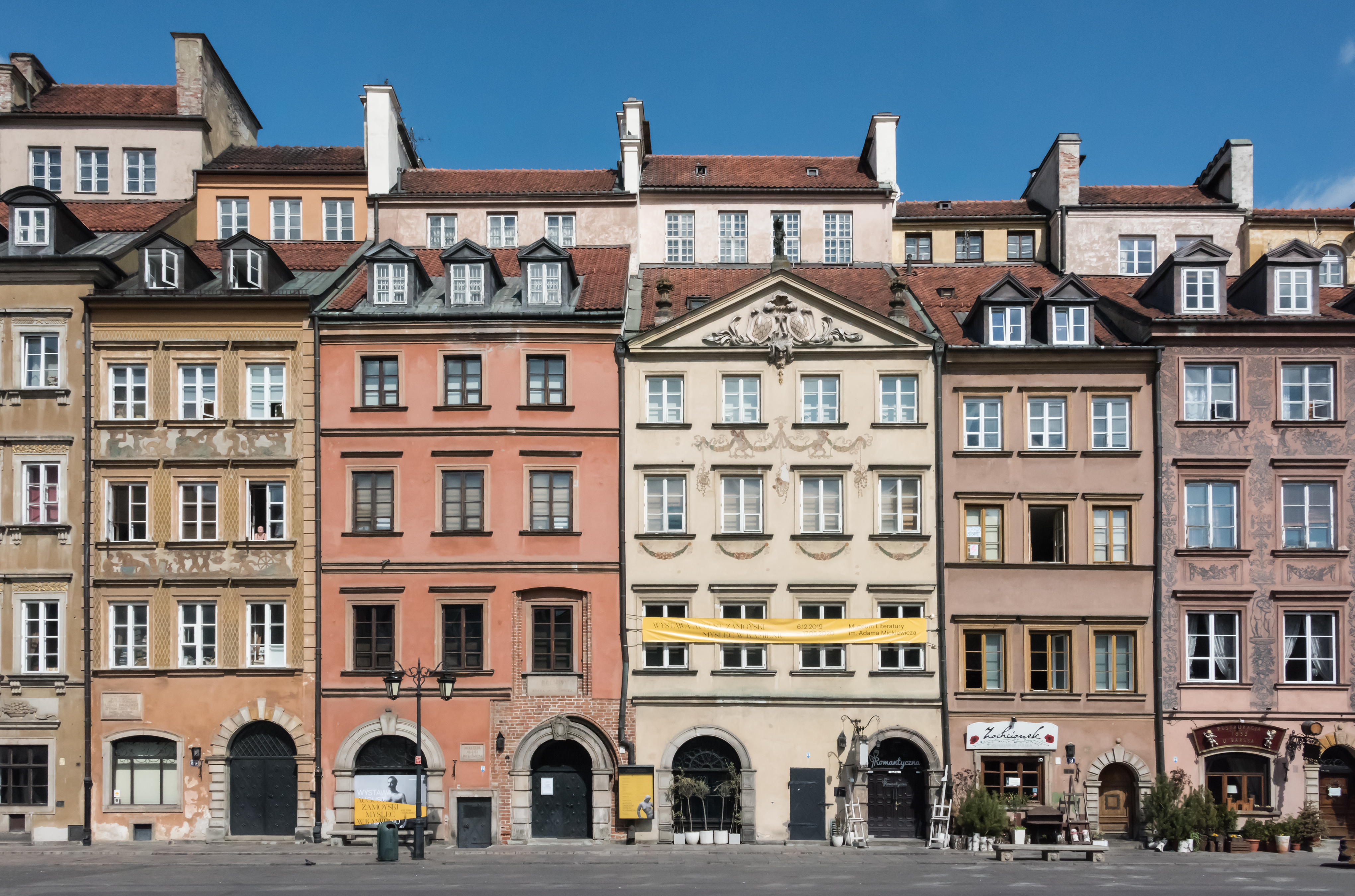
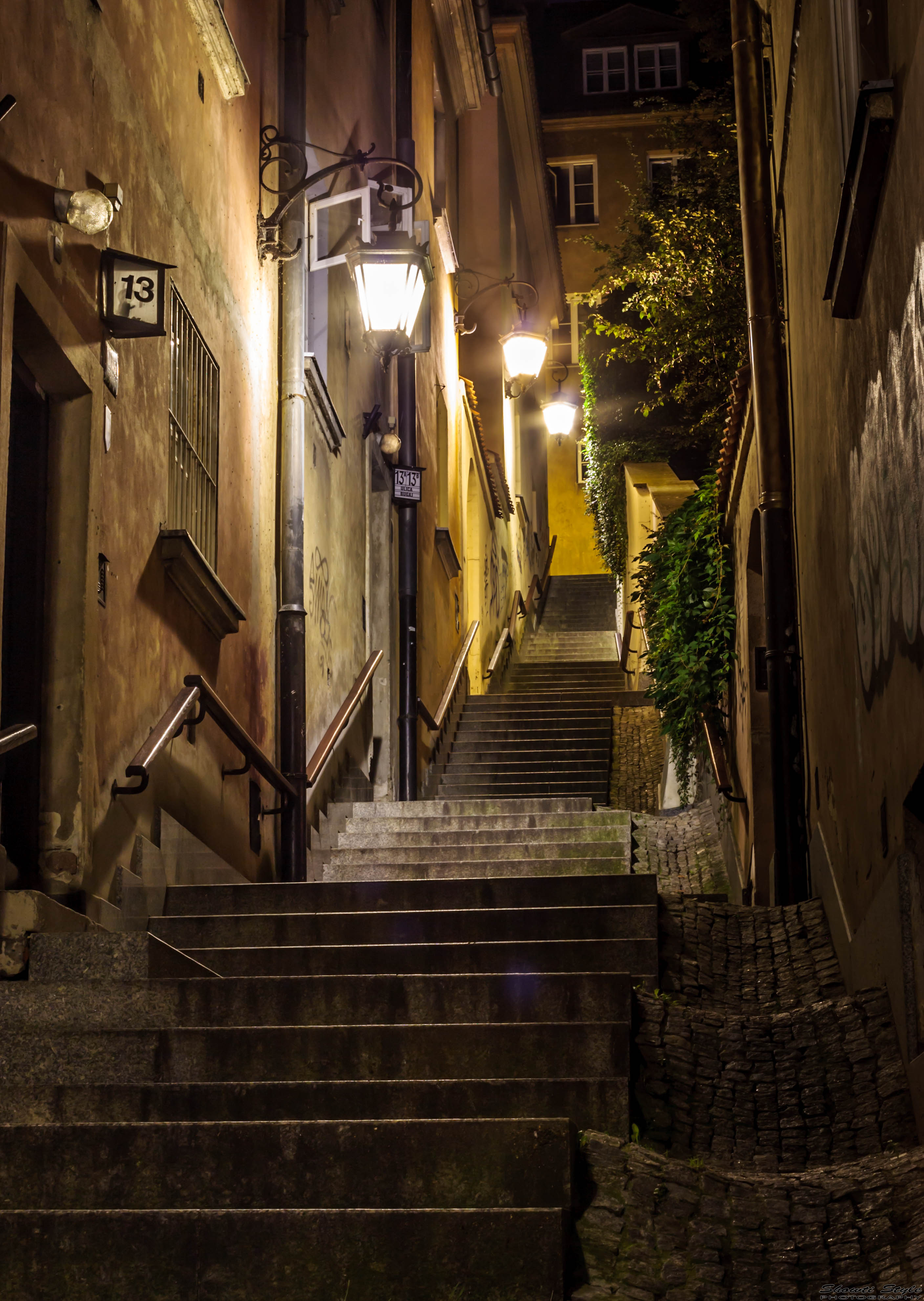
Une ruelle
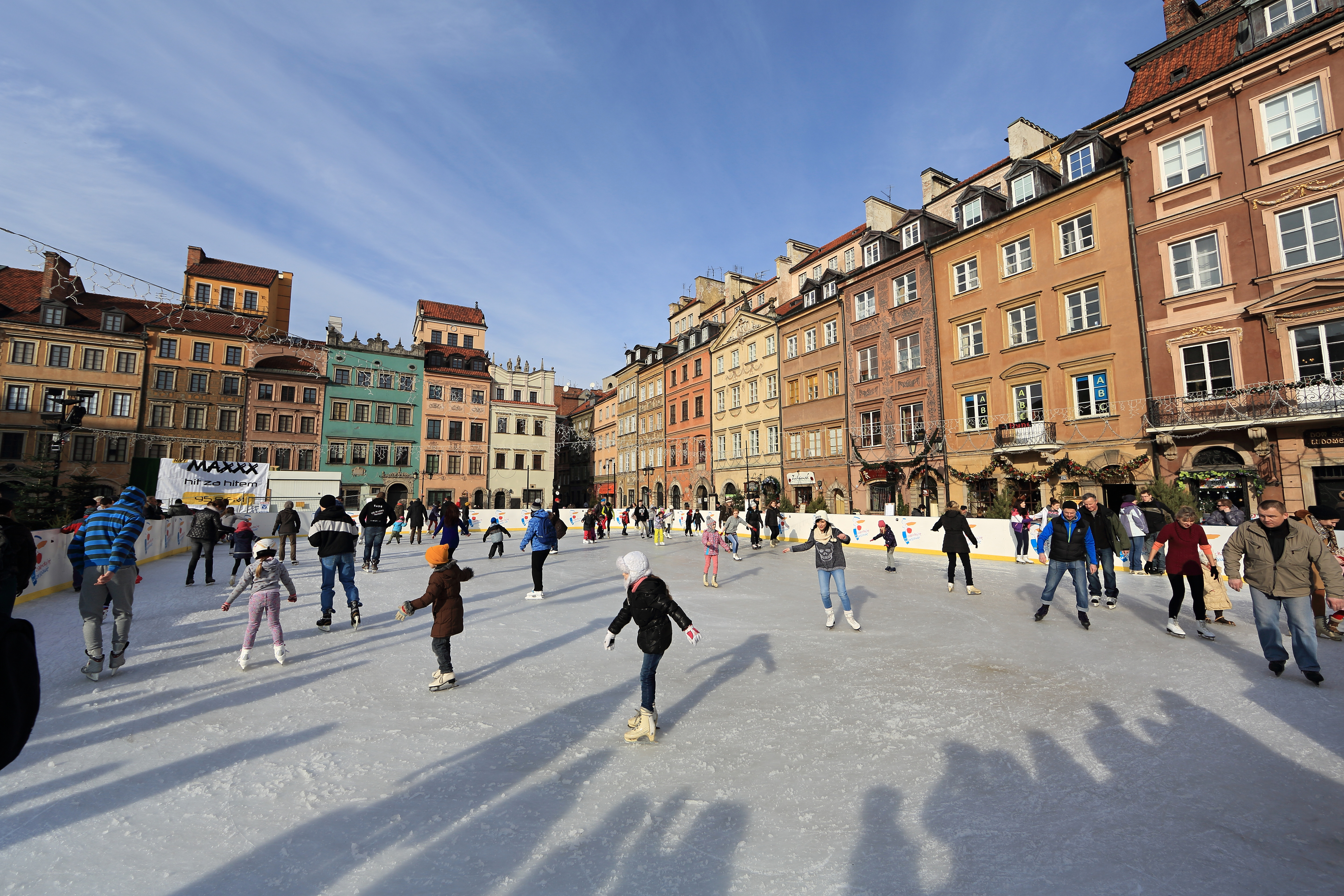
Le marché
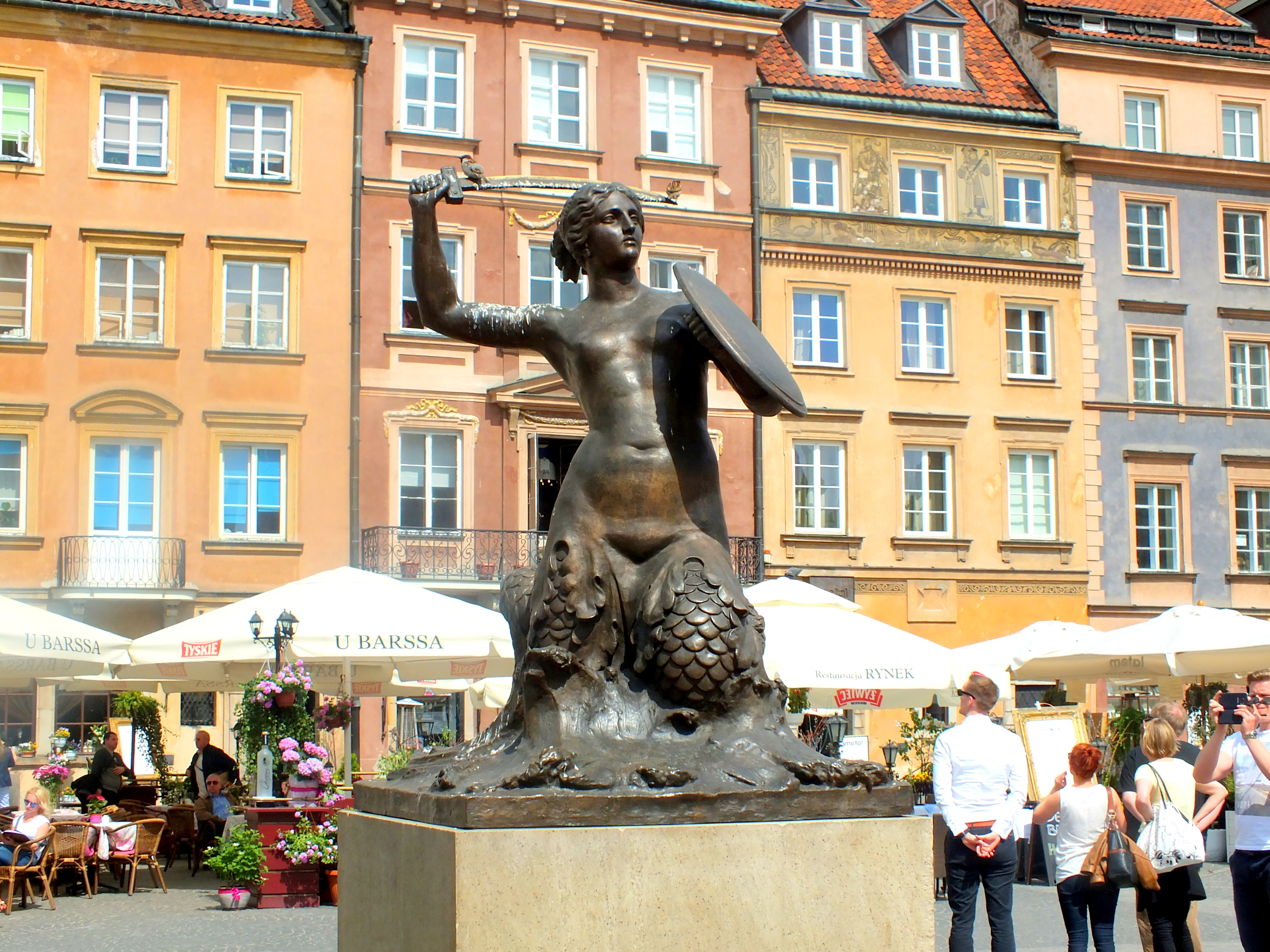
Statue de la Sirène de Varsovie
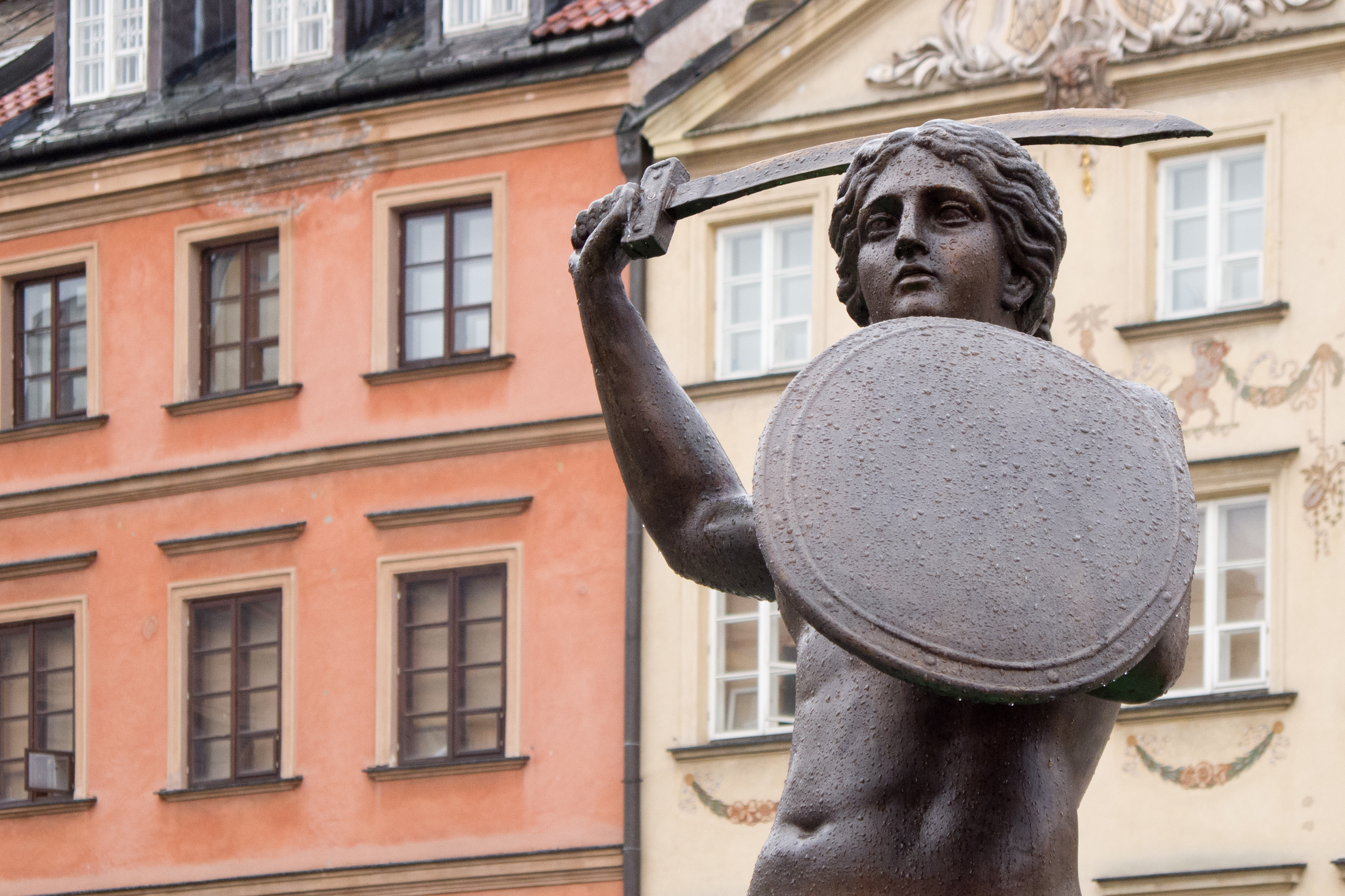
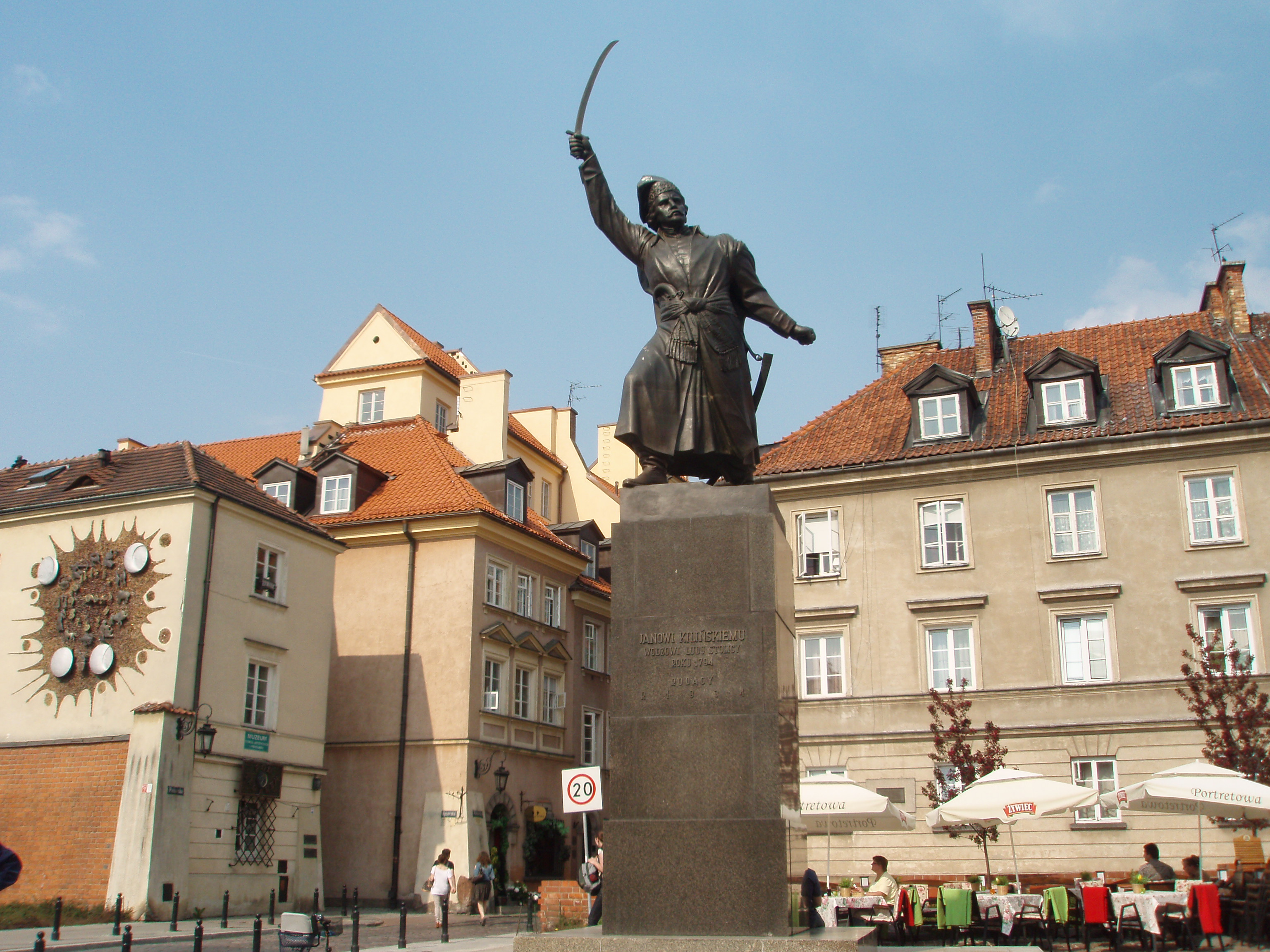
Statue de Jan Kiliński
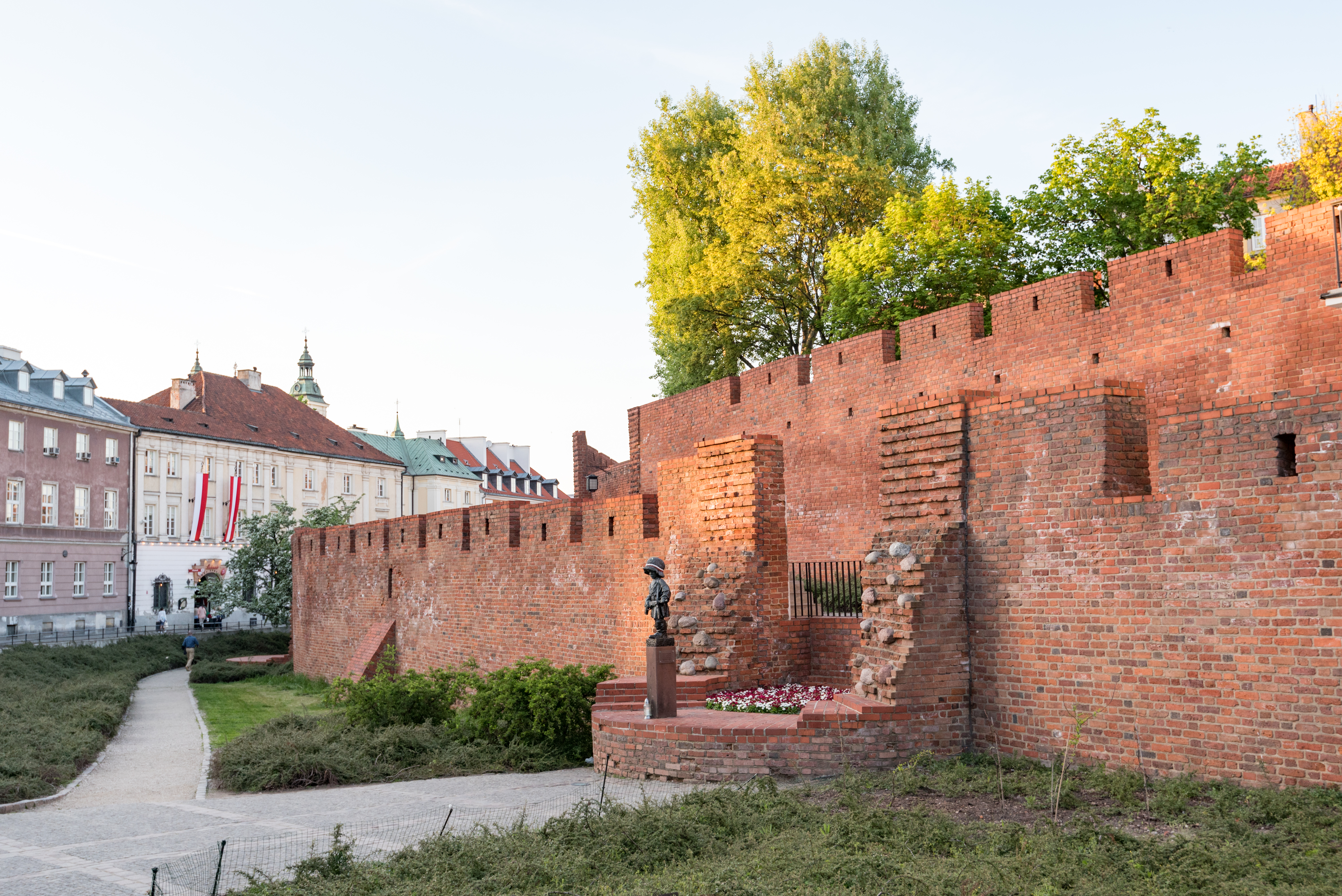
Murailles médivales
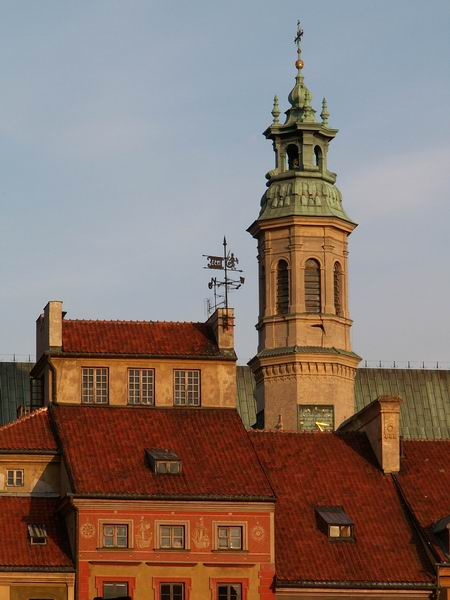
Détail de l'Église Notre-Dame-de-Grâce
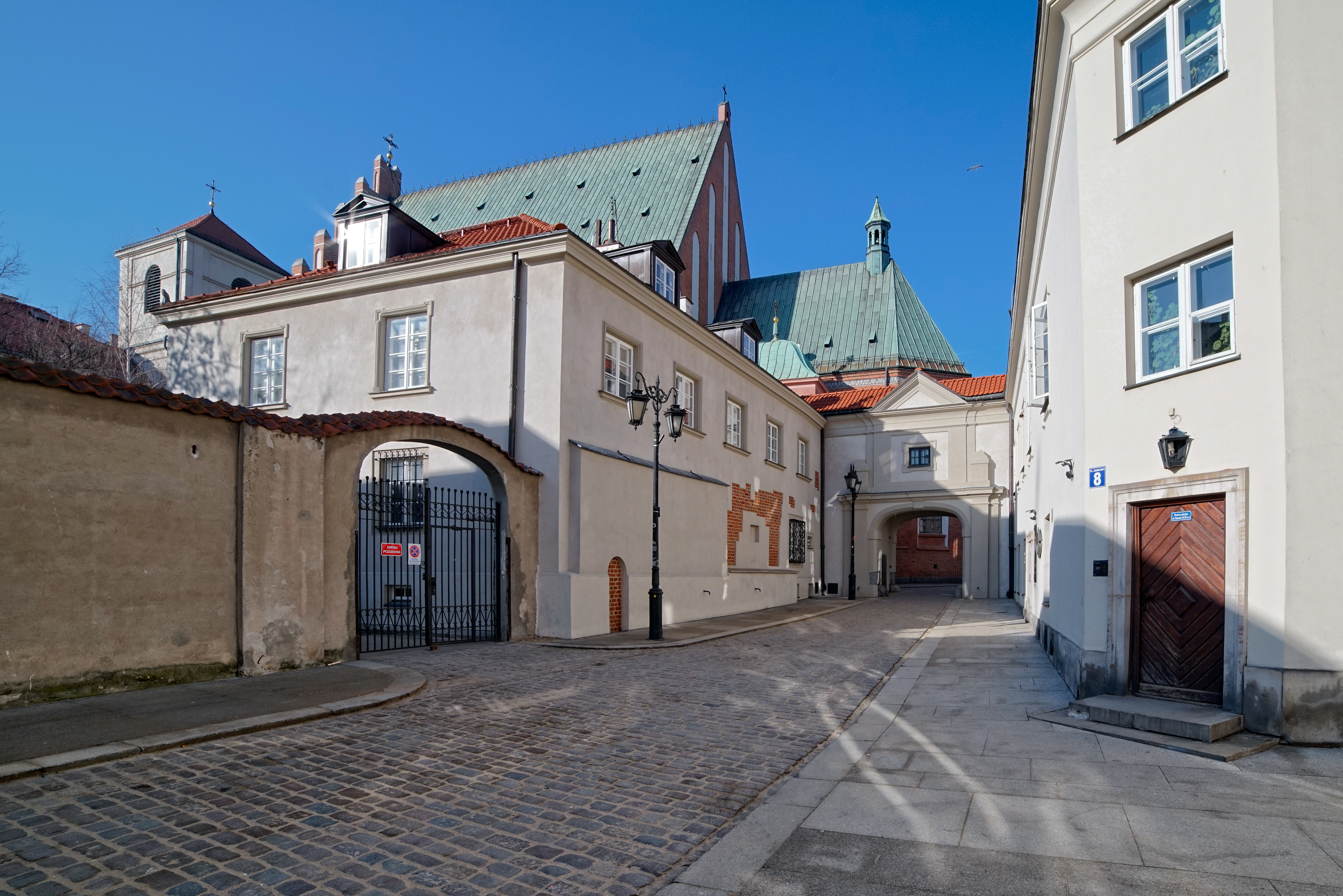
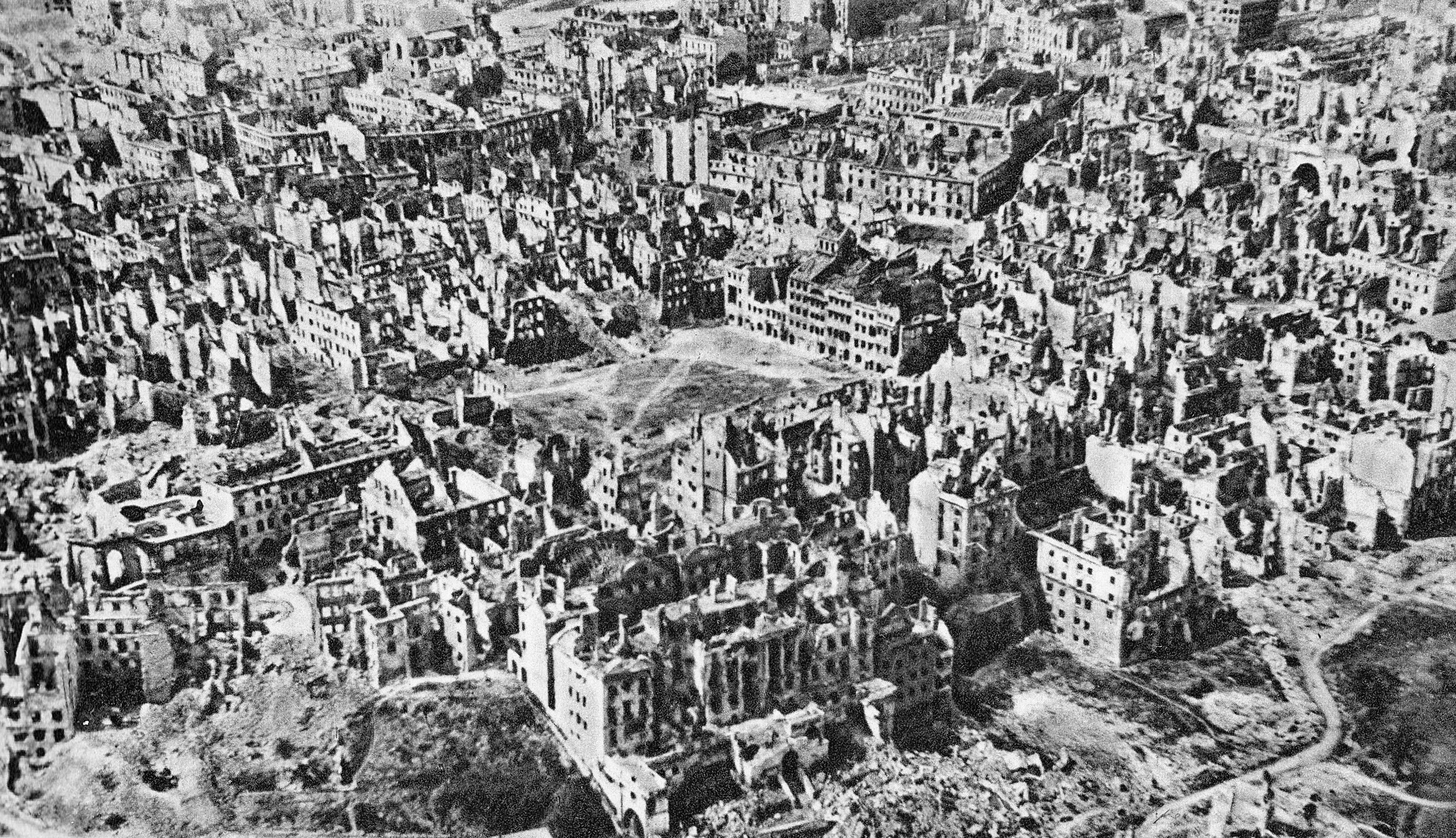
La ville en 1945